# Strängnäs
Strängnäs este un oraș în Suedia.

## Demografie
| \| Evoluția demografică a zonei urbane Strängnäs, 1970–2015 \| Evoluția demografică a zonei urbane Strängnäs, 1970–2015 \| Evoluția demografică a zonei urbane Strängnäs, 1970–2015 \| Evoluția demografică a zonei urbane Strängnäs, 1970–2015 \| Evoluția demografică a zonei urbane Strängnäs, 1970–2015 \| \| --------------------------------------------------------------------------------------- \| -------------------------------------------------------- \| -------------------------------------------------------- \| -------------------------------------------------------- \| -------------------------------------------------------- \| \| An \| \| \| Locuitori \| \| \| 1970 \| 1970 \| \| 9.509 \| 9.509 \| \| 1975 \| 1975 \| \| 10.255 \| 10.255 \| \| 1980 \| 1980 \| \| 10.931 \| 10.931 \| \| 1990 \| 1990 \| \| 11.420 \| 11.420 \| \| 1995 \| 1995 \| \| 11.617 \| 11.617 \| \| 2000 \| 2000 \| \| 12.010 \| 12.010 \| \| 2005 \| 2005 \| \| 12.296 \| 12.296 \| \| 2010 \| 2010 \| \| 12.856 \| 12.856 \| \| 2015 \| 2015 \| \| 13.693 \| 13.693 \| \| Sursa: SCB - Statistika Centralbyrån, Folkmängden per tätort. Vart femte år 1960 - 2016 \| \| \| \| \| |      |  |           |        |
| Evoluția demografică a zonei urbane Strängnäs, 1970–2015 |      |  |           |        |
| An |      |  | Locuitori |        |
| 1970 | 1970 |  | 9.509     | 9.509  |
| 1975 | 1975 |  | 10.255    | 10.255 |
| 1980 | 1980 |  | 10.931    | 10.931 |
| 1990 | 1990 |  | 11.420    | 11.420 |
| 1995 | 1995 |  | 11.617    | 11.617 |
| 2000 | 2000 |  | 12.010    | 12.010 |
| 2005 | 2005 |  | 12.296    | 12.296 |
| 2010 | 2010 |  | 12.856    | 12.856 |
| 2015 | 2015 |  | 13.693    | 13.693 |
| Sursa: SCB - Statistika Centralbyrån, Folkmängden per tätort. Vart femte år 1960 - 2016 |      |  |           |        |